# オーストリア北西部鉄道
オーストリア北西部鉄道帝室特認会社（ドイツ語 : ÖNWB, k.k. privilegierte Oesterreichische Nordwestbahn）は、かつてオーストリア帝国にあった鉄道会社で、現在のチェコ・鉄道施設管理公団（SŽDC）線（チェコ国鉄線）およびオーストリア連邦鉄道（ÖBB）線の一部である。

## 概要

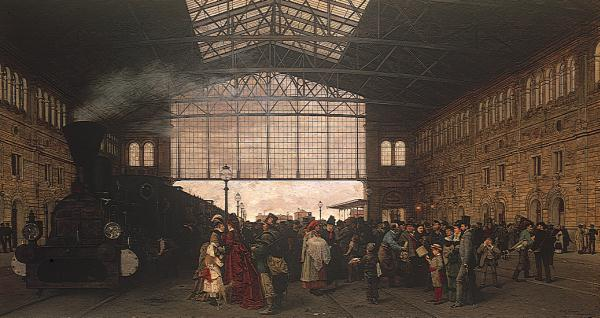
ウィーン北西駅（1895年）

1838年10月、カイザー・フェルディナント北部鉄道帝室特認会社のフロリツドルフ―ストッケラウ支線を承継して発足し、1841年7月26日に開業した。
のちウィーン－ベルリン間連絡鉄道網の建設を目指して1867年に設立された南北ドイツ連絡鉄道帝室特認会社（SNDVB, kk priv. Süd-Norddeutsche Verbindungsbahn）の整備路線との連携を決め、1870年7月26日に資本金2400万ギルダーで帝室特認株式会社のオーストリア北西部鉄道帝室特認会社を設立した。
自社建設およびカイザー・フェルディナント北部鉄道からの路線譲渡などで、主にモラヴィア、ボヘミア地方に幹線および支線網を整備し、のちボヘミア北部の南北ドイツ連絡鉄道線との運営も一体化した。
1895年にオーストリア＝ハンガリー帝国政府により国有化が計画されるが、計画は大幅に遅れ1908年に帝室オーストリア国家鉄道（オーストリア帝国鉄道、kkStB）に編入された。さらに第一次世界大戦終結後の帝室オーストリア国家鉄道の解体で、1918年に一部路線を除くほぼすべての路線がチェコスロバキア国家鉄道（ČSD）に編入された。

## 国有化以後
オーストリア国家鉄道線として残ったウィーン北西－ウンターレッツバッハ間は幹線としての地位を失い、オーストリア連邦鉄道（BBÖ）転換後の1924年、ウィーン北西駅が廃止された。さらにチェコスロバキア国境の鉄のカーテン化が行われた第二次世界大戦後は貨物線化された。
一方、チェコスロバキア国鉄に承継された路線はチェコにおける亜幹線および地方線網の一部として存続し、チェコスロバキア連邦制解消に伴い、1993年にチェコ鉄道公団（ČD）が承継。2003年のチェコ鉄道公団上下分離で鉄道施設管理公団（SŽDC）に移管された。